# KinderKulturMonat

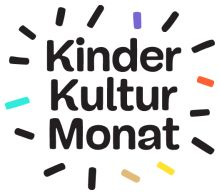
KKM Logo

Der KinderKulturMonat ist ein Kunst- und Kulturfestival in Berlin, das seit 2012 jährlich stattfindet.
Kinder zwischen 4 und 12 Jahren können im Oktober kostenfrei an einer Vielzahl von Veranstaltungen in Berliner Kulturinstitutionen teilnehmen. Beteiligt sind jedes Jahr über 100 Museen, Theater, Opernhäuser, Projekträume, Musikschulen, Tanzsäle und andere.

## Geschichte

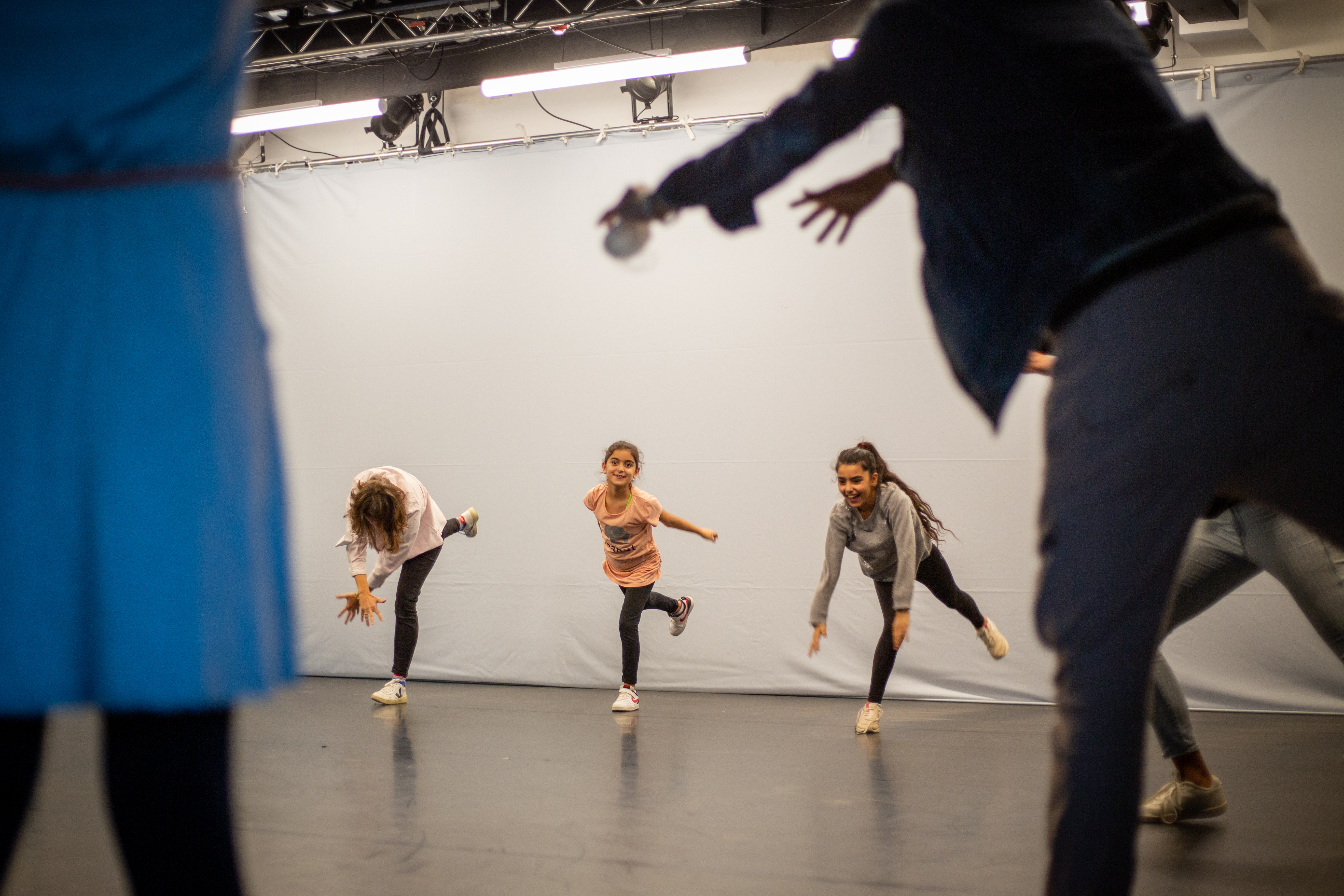

Die Idee stammt aus den Niederlanden, wo der „Oktobermaand Kindermaand“ seit 2001 in weiten Teilen des Landes umgesetzt wird. Gefördert von der Europäischen Kommission wurde 2013 gemeinsam mit zwei weiteren Partnerstädten (Riga und San Sebastián) der „October Children’s Month“ ins Leben gerufen. In Berlin wird der KinderKulturMonat seit 2012 vom gemeinnützigen WerkStadt Kulturverein Berlin e. V. organisiert.

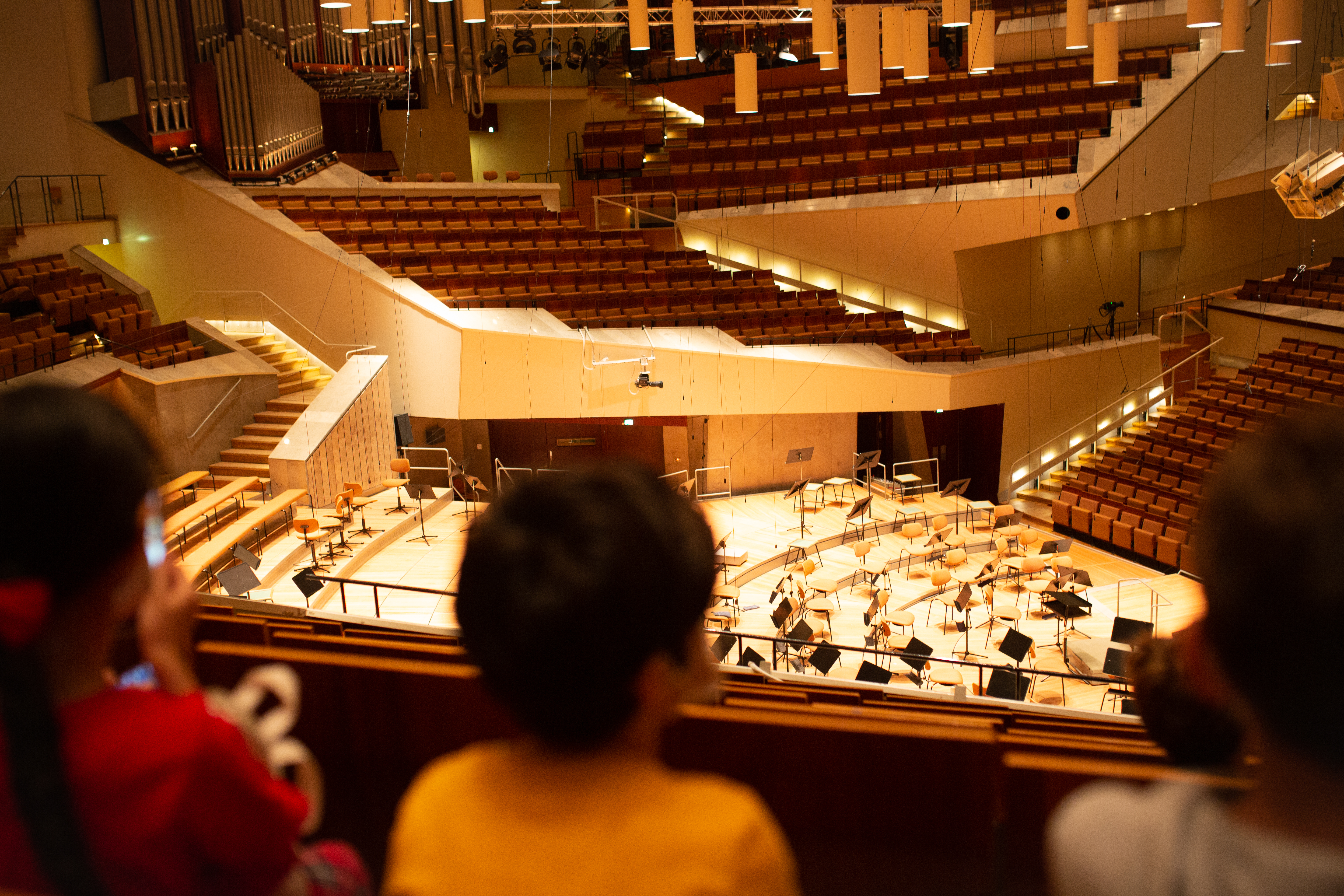

## Ziel und Konzept
Das Hauptziel des Projekts ist es, möglichst viele Kinder früh mit Kunst und Kultur in Kontakt zu bringen und sie auf das vielfältige Kulturangebot der Stadt aufmerksam zu machen. Mit seinem besonderen Festival-Format lädt der KinderKulturMonat Kinder und ihre Familien dazu ein, die vielen Kulturorte ihrer Stadt zu besuchen und für sich zu entdecken.
Das Festival teilt sich in verschiedene Bereiche auf: Zum einen wird ein Wochenendprogramm angeboten und zum anderen werden mehrere Projektwochen (KinderKultur-Parcours) und Workshops organisiert, in denen die Kinder mit Künstlern zusammenarbeiten. Diese finden in Kooperation mit Berliner Grundschulen aus sozialen Brennpunkten der Stadt sowie als offenes Ferienprogramm statt.
Seit 2015 engagiert sich der KinderKulturMonat verstärkt darin, Kinder aus Familien mit Fluchthintergrund gut einzubinden. Dafür wurde das Zusatzprojekt Mittendrin! in der Kunstwelt Berlins gestartet, bei dem Schnupperkurse in Unterkünften für Geflüchtete und begleitete Ausflüge zu den Berliner Kulturorten durchgeführt werden.

### Wochenendprogramm
An den Oktoberwochenenden gibt es ein Rahmenprogramm, an dem (Groß)eltern und weiter Angehörige ebenfalls teilnehmen können. Teilnehmende Kulturorte wie die Berlinische Galerie, die Deutsche Kinemathek, das Anne Frank Zentrum, die Deutsche Oper, das Klingende Museum, das GRIPS Theater, entwickeln und organisieren dafür spezielle Workshops, Führungen und Aufführungen.

### KinderKultur-Parcours
Die KinderKultur-Parcours sind eine Ergänzung zum Rahmenprogramm, die speziell für Schulklassen und als offenes Ferienprogramm angeboten werden. Während der Projektwochen entdecken Kinder die Kunst in ihrer Stadt und nehmen selbst in die Rolle eines Künstlers ein. Die Parcours beginnen mit Ausflügen in Kulturorte, wie Museen oder Ateliers. Im Anschluss an die Führungen oder Besichtigungen können die Kinder in Workshops selbst künstlerisch tätig werden und ihre Eindrücke in eigenen Werken verarbeiten. Abschließend findet eine Ausstellung statt, die die Kinder selbst mitorganisieren und in denen sie ihre Arbeiten einer breiten Öffentlichkeit präsentieren.

### Mittendrin! in der Kunstwelt Berlins
Das Zusatzprojekt Mittendrin! organisiert die Teilhabe von Kindern und ihren Familien, die in Geflüchteten-Unterkünften wohnen und macht die Vielfalt an kulturellen Veranstaltungen in Berlin sichtbar. In den Unterkünften finden zunächst Schnupperkurse statt, gefolgt von begleiteten Ausflügen zum Festivalprogramm in den Berliner Kulturorten.

## Schirmherren
- 2013: Franziska Giffey, Bezirksstadträtin für Bildung, Schule, Kultur und Sport in Berlin-Neukölln
- 2014–2020: Sandra Scheeres, Senatorin für Bildung, Jugend und Familie
- 2021: Michael Müller, Regierender Bürgermeister